# Сантос, Марсио
Марсио Роберто дос Сантос (порт.-браз. Márcio Roberto dos Santos; 15 сентября 1969, Сан-Паулу) — бразильский футболист, защитник. Чемпион мира 1994 года. Обладатель Кубка Америки 1997 года.

## Карьера
Марсио Сантос начал карьеру в клубе «Новоризонтино», с которой он прошёл от любительской лиги до серии В чемпионата Бразилии. Затем Марсио играл за «Интернасьонал» и «Ботафого». После получения «Серебряного мяча», присуждаемого лучшим игрокам первенства Бразилии, Марсио уехал в Европу, где выступал за французский «Бордо», вышедший в Лигу 1, где провёл 2 сезона.
Летом 1994 года Марсио перешёл в итальянский клуб «Фиорентина». Перед первенством президент клуба Витторио Чекки Гори пообещал, что если бразилец забьёт в сезоне 6 голов, то он ему устроит ужин с Шэрон Стоун, поклонником которой был Марсио. Сезон для «Фиорентины» не удался: клуб занял только 10 место в серии А, а сам бразилец забил лишь дважды и ещё два гола отправил в собственные ворота.
В 1995 году Марсио перешёл в «Аякс», где он планировался как замена Франка Райкарда. Однако за два сезона бразилец провёл лишь 21 матч, причиной чему стали многочисленные травмы и игра Франка де Бура, который имел твёрдое место в основе команды. Также бразилец отметился самым быстрым удалением с поля в чемпионате Нидерландов: в матче с ПСВ он получил красную карточку уже на 19-й секунде встречи.
В 1997 году он вернулся в Бразилию, где играл за клубы «Атлетико Минейро», «Сан-Паулу» и «Сантос». Затем он играл в небольших бразильских клубах, в Китае и Боливии.

## Международная карьера
В составе сборной Бразилии Марсио дебютировал 12 сентября 1990 года в товарищеской игре с Испанией, в которой бразильцы проиграли 0:3. В 1991 году он поехал со сборной на Кубок Америки, где провёл 4 игры, а бразильцы заняли 2-е место. В 1994 году Марсио, выступавший тогда за «Бордо», играл в составе сборной на чемпионате мира, где провёл все 7 игр и забил 1 гол (в ворота Камеруна). Марсио Сантос бил первым у бразильцев в послематчевой серии пенальти в финале и единственный из своей команды не реализовал удар в ворота Италии (удар отбил Джанлука Пальюка), но это не помешало Бразилии стать чемпионом мира. Сантос был одним из 4 бразильцев, включённых в символическую сборную турнира. В 1997 году Марсио поехал на свой второй Кубок Америки, но не провёл там ни одной игры. Всего за сборную Марсио провёл 43 матча и забил 5 голов.

## После карьеры
Завершив карьеру игрока, Марсио занялся бизнесом, открыв торговый центр в Балнеариу-Камбориу. 19 апреля 2008 года Марсио пережил инсульт и был помещён в госпиталь в Балнеариу-Камбориу, однако через 7 дней покинул больницу.

## Достижения

### Командные
- Чемпион штата Риу-Гранди-ду-Сул: 1991
- Чемпион мира: 1994
- Обладатель Кубка Стэнли Роуза: 1995
- Обладатель Межконтинентального кубка: 1995
- Чемпион Кубка Америки: 1997
- Чемпион штата Сан-Паулу: 1998
- Чемпион Бразилии: 2001

### Личные
- Обладатель «Серебряного мяча» Бразилии: 1991